# Hama
Hama (en árabe: حماه Ḥamāh, «Fortaleza») es una ciudad de Siria central, a 50 km de Homs y 150 km de Alepo en el centro de Siria al norte de Damasco. Es la capital provincial de la gobernación de Hama, y está localizada en la histórica ciudad de Hamath. Tiene 996 000 habitantes según el censo de 2023. Es atravesada por el río Orontes (en árabe Nahr al-'Āṣī). Es la cuarta ciudad más grande de Siria luego de Damasco, Alepo y Homs.
Es sede de la Arquidiócesis Metropolitana de Hama del Patriarcado de Antioquía.
Fue escenario de violentos enfrentamientos entre los Hermanos Musulmanes, los nacionalistas árabes del Partido Baaz iraquí, la izquierda siria y el Ejército Sirio de Hafez Al-Assad en febrero de 1982 que llevaron a una fuerte represión del ejército sirio en la que murieron varios miles de personas.

## Historia

### Época moderna
El 30 de noviembre de 2024, tras la Batalla de Alepo, las fuerzas del gobierno sirio se retiraron cuando las fuerzas de la oposición comenzaron a avanzar hacia la ciudad. El 5 de diciembre de 2024, las fuerzas de oposición sirias lideradas por Tahrir al-Sham capturaron la ciudad del gobierno de Bashar al-Assad después de tomar el control de la ciudad de Alepo una semana antes.